# Stórasúla
Stórasúla är ett berg i republiken Island. Det ligger i regionen Suðurland, 130 km öster om huvudstaden Reykjavík. Toppen på Stórasúla är 918 meter över havet, eller 342 meter över den omgivande terrängen. Bredden vid basen är 4,2 km.
Trakten runt Stórasúla är nära nog obefolkad, med mindre än två invånare per kvadratkilometer. Det finns inga samhällen i närheten. Trakten runt Stórasúla är permanent täckt av is och snö.